# Tamara Jost
Tamara Jost-Morandi (* 5. Januar 1984) ist eine Schweizer Politikerin (GLP). Sie ist seit dem 1. Juni 2022 Mitglied des Grossen Rats des Kantons Bern, wo sie in der GLP-Fraktion politisiert und in der Justizkommission sitzt.
Seit 2022 ist Jost Gemeinderätin von Herzogenbuchsee, wo sie dem Ressort Bildung vorsteht. Seit 2018 ist sie Vizepräsidentin der Grünliberalen Partei des Kantons Bern. Bei den Schweizer Parlamentswahlen 2023 kandidiert sie für den Nationalrat.
Jost ist Pharmaassistentin und HR-Fachfrau.
Hauptberuflich ist sie Geschäftsführerin bei Buchsiness, einem Treuhandbüro und Personaldienstleister.